# Juan Enrique Dupuy
Juan Enrique Dupuy García (Miraflores, 16 de octubre de 1965) es un abogado y político peruano. Fue alcalde del distrito de Ate desde 2007 hasta el 2010.

## Biografía
Nació en el distrito de Miraflores el 16 de octubre de 1965.
Estudió en el colegio Colegio San Agustín. Una vez graduado, estudió Derecho y Ciencias Políticas en la Universidad de Lima.
Trabajó como asistente de gerencia legal en el Banco Regional del Norte desde enero de 1991 hasta diciembre de 1994. Luego, formó el estudio jurídico Altuve-Febres Dupuy, junto al político Fernán Altuve.
Se ha desempeñado como asesor legal y director en diversas empresas. Además, ha sido consultor en asuntos financieros y societarios, libre competencia y reestructuración empresarial. Fue convocado para el puesto de Árbitro del Tribunal de Solución de Controversias del Fútbol Profesional peruano, dentro de la Asociación Peruana de Fútbol.

## Alcalde de Ate
Al vivir en el distrito de Ate desde la década de 1990, es elegido regidor de ese mismo distrito de 2003 a 2006, por la alianza Unidad Nacional.
En las elecciones municipales del 2010, postuló a la alcaldía de Ate y resultó elegido para el periodo 2007-2010.

### Gestión Municipal
En su gestión promovió la modernización y simplificación administrativa. Realizó obras estratégicas y gestiones importantes para el desarrollo distrital. 
En 2010, se elaboraron proyectos para ser ejecutados posteriormente, entre ellos, el viaducto y prolongación de la avenida Javier Prado que se gestionaron en coordinación con el Ministerio de Transportes para la liberación de la zona Ceres en Carretera Central y el paso por el cerro cercano a la zona arqueológica Puruchuco, así como el proyecto y aprobación del Hospital de Alta Complejidad en coordinación con EsSalud y el proyecto para el corte del Cerro Candela.
Además durante su gobierno gestionó y realizó obras como la construcción del Centro Cultural de Ate, realización y ampliación de la avenida Javier Prado, apertura del túnel de Puruchuco, realización de la Plaza de Armas de Huaycán, el Hospital de Ate y la construcción del Real Plaza Puruchuco en su gobierno.
Decide volver a postular a la alcaldía de Ate en 2018, pero perdió por una diferencia de 0.3% con respecto al ganador.
Se afilió al partido Podemos Perú y postuló nuevamente a la alcaldía en las elecciones municipales del 2022, sin embargo, perdió tras quedar en segundo lugar frente a Franco Vidal de Avanza País quien logró tener éxito.